# Santa Corona
Santa Corona est une corona, formation géologique en forme de couronne, située sur la planète Vénus par -34,5° S et 288° E. Elle est localisée dans le quadrangle de Themis Regio. Elle a été nommée en référence à Santa, déesse de la fertilité et de la santé. 

## Géographie et géologie
Santa Corona couvre une surface circulaire d'environ 200 km de diamètre. 